# Penstemon filisepalis
Penstemon filisepalis är en grobladsväxtart som beskrevs av Richard Myron Straw. Penstemon filisepalis ingår i släktet penstemoner, och familjen grobladsväxter. Inga underarter finns listade i Catalogue of Life.